# Little Glemham
Little Glemham är en by och en civil parish i distriktet East Suffolk, Suffolk, England. Parish har 173 invånare (2001). Den har en kyrka.